# Malpighia suberosa
Malpighia suberosa är en tvåhjärtbladig växtart som beskrevs av John Kunkel Small. Malpighia suberosa ingår i släktet Malpighia och familjen Malpighiaceae. Inga underarter finns listade i Catalogue of Life.